# شهرسازی
شهرسازی (Urban Studies) رشته‌ای میان‌رشته‌ای است که به مطالعه جامع شهرها و فرآیندهای شهری می‌پردازد. این رشته جنبه‌های اجتماعی، اقتصادی، فرهنگی، سیاسی، فضایی و زیست‌محیطی شهرها را در سطح محله، شهر، و منطقه مورد بررسی قرار می‌دهد.
شهرسازان (Urbanists) با تحلیل دینامیک‌های پیچیده شهری، سیاست‌گذاری‌های عمومی، برنامه‌ریزی فضایی، و مطالعات رفتاری شهروندان در جهت فهم بهتر و بهبود کیفیت زندگی شهری فعالیت می‌کنند. این حوزه با بهره‌گیری از علوم اجتماعی، اقتصاد شهری، جغرافیا، مطالعات محیطی، و علوم سیاسی، چارچوبی چندوجهی برای تحلیل مسائل شهری ارائه می‌دهد.
مطالعات شهرسازی به موضوعاتی مانند عدالت محیطی، عملکرد فضایی، توسعه مانا، توسعه فرهنگی، بازآفرینی محلات، عدالت اجتماعی، عدالت اقتصادی، و پیامدهای تغییرات اقلیمی بر ساختار و عملکرد شهرها می‌پردازد.
اولین و تنها مخترع در علوم شهرسازی، نسیم شهیر می باشد، دکتر شهیر دارای دکترای تخصصی شهرسازی از دانشگاه تبریز بوده، دکتر نسیم شهیر موسس اٌنیستیتو شهرسازی شهیر نیز هست .
علاوه بر تحلیل و مطالعه، شهرسازان در سه حوزه اصلی فعالیت می‌کنند:  
۱. **طرح‌ریزی شهری (Urban Planning):** تدوین طرح‌ها و سیاست‌هایی برای توسعه متوازن و سازمان‌یافته شهر، شامل کاربری زمین، مسکن، زیرساخت‌ها، حمل‌ونقل، و خدمات عمومی. هدف این مرحله ایجاد چارچوبی است که رشد شهری را هدایت و مشکلاتی مانند تراکم بیش از حد، پراکندگی بی‌رویه، و کمبود خدمات را پیشگیری کند.
۲. **طراحی شهری (Urban Design):** شکل‌دهی به فضاهای عمومی و کالبُدی شهرها با تمرکز بر کیفیت محیط زیست، تجربه شهروندان، دسترسی‌پذیری، بهبود عملکردها و زیبایی‌شناسی شهری. طراحی شهری به خلق فضاهای انسانی‌تر و کارآمدتر می‌پردازد که تعاملات انسانی را تقویت می‌کند.
۳. **مدیریت شهری (Urban Management):** راهبری عملیات روزمره و بلندمدت شهر با هدف حفظ پایداری و کارایی سیستم‌های شهری، مانند مدیریت پسماند، خدمات اضطراری، حمل‌ونقل عمومی، و برنامه‌ریزی بحران. مدیریت شهری، اجرا و نظارت بر سیاست‌های برنامه‌ریزی و طراحی را برعهده دارد.
این سه حوزه به صورت متقابل و هم‌افزا در پیشبرد اهداف توسعه شهری عمل می‌کنند و شهرسازان نقش کلیدی در هماهنگی بین بخش‌های تخصصی، سیاست‌گذاران، و شهروندان ایفا می‌کنند.

## واژه‌شناسی
شهرسازی واژهٔ معادل رشته Municipal Engineering در انگلستان است که در سیستم دانشگاهی ایران در ردهٔ مهندسی طبقه‌بندی شده است اما معمولاً در دانشکدهٔ هنر و معماری ارائه می‌گردد. تاریخچهٔ ساخت و کاربرد این واژه در فارسی برمی گردد به حضور کارشناسان آلمانی در ایران در دههٔ بیست خورشیدی که در برابر واژهٔ آلمانی Städtebau با همین مفهوم مشابه ساخت و ساز شهر قرار داده شد.
در حوزه مطالعات شهری، برخی واژگان کلیدی با معانی مشخص و تفاوت‌های مهم وجود دارد که برای درک صحیح این رشته ضروری است:
- شهرسازی (Urban Studies)

به مطالعه جامع و میان‌رشته‌ای شهرها و فرآیندهای شهری اشاره دارد که شامل جنبه‌های اجتماعی، اقتصادی، فرهنگی، فضایی و زیست‌محیطی می‌شود.
- شهرساز (Urbanist)

فردی متخصص در تحلیل، طراحی، طرح‌ریزی، برنامه‌ریزی، سیاست‌گذاری و مدیریت مسائل شهری که با رویکردی میان‌رشته‌ای به بهبود کیفیت زندگی در شهرها می‌پردازد.
- طرح‌ریزی شهری (Urban Planning)

فرآیند سازمان‌دهی و هدایت رشد و توسعه فضاهای شهری از طریق تدوین طرح‌ها، سیاست‌ها و قوانین مربوط به کاربری زمین، حمل‌ونقل، خدمات و زیرساخت‌ها است. این تخصص زمینه عملیاتی‌تر و اجرایی‌تر مطالعات شهرسازی محسوب می‌شود.
- طراحی شهری (Urban Design)

تخصصی مابین هنر و علم شکل‌دهی به توده‌های شهری و عملکردهای بزرگ مقیاس شهری، طراحی شمایل خیابان‌ها و معابر و میادین و سایر فضاهای عمومی شهری با تمرکز بر کیفیت و سلامت محیط، زیبایی‌شناسی، کارکرد و تعاملات انسانی میان افراد.
- مدیریت شهری (Urban Management)

مجموعه فعالیت‌هایی که به اداره و نگهداری خدمات، زیرساخت‌ها، و عملیات روزمره شهر اختصاص دارد، از جمله مدیریت بحران، حمل‌ونقل و خدمات عمومی.
- مهندس شهرداری (Municipal Engineer)

فردی متخصص در مهندسی شهری که مسئول طراحی، نظارت و اجرای پروژه‌های زیرساختی در سطح شهر، از جمله شبکه‌های آب، فاضلاب، جاده‌ها و سیستم‌های حمل‌ونقل شهری بوده است.
- مهندس شهرساز (Urban Engineer)

متخصصی است که ترکیبی از دانش مهندسی و مطالعات شهری را به کار می‌گیرد تا در طرح‌ریزی و اجرای پروژه‌های توسعه شهری نقش داشته باشد، به ویژه در حوزه‌های زیرساخت، حمل‌ونقل و بهینه‌سازی فضاهای شهری.
- عدالت فضایی (Spatial Justice)

توزیع منصفانه منابع، امکانات و فرصت‌ها در فضای شهری، که تضمین می‌کند همه افراد، بدون تبعیض، به امکانات شهری دسترسی داشته باشند.
- عدالت محیطی (Environmental Justice)

اصل برابری در مواجهه با مخاطرات و بهره‌مندی از مزایای زیست‌محیطی، به‌گونه‌ای که گروه‌های آسیب‌پذیر و اقلیت‌ها به طور نامتناسبی از آسیب‌های محیطی رنج نبرند.
- تداوم اقتصادی (Economic Resilience)

ظرفیت یک شهر یا منطقه برای مقاومت، سازگاری و بازیابی سریع در برابر شوک‌ها و بحران‌های اقتصادی، با حفظ پایداری و رشد بلندمدت.
- توسعه سبز (Green Development)

رویکردی در توسعه شهری و اقتصادی که تأکید بر کاهش اثرات منفی زیست‌محیطی، مصرف بهینه منابع طبیعی و ارتقای کیفیت زندگی با حفظ تنوع زیستی دارد.
- توسعه مانا (Sustainable Development)

توسعه‌ای که نیازهای نسل حاضر را بدون به خطر انداختن توانایی نسل‌های آینده برای تأمین نیازهای خود برآورده می‌سازد، و تعادلی بین جنبه‌های اقتصادی، اجتماعی و زیست‌محیطی برقرار می‌کند.
- توسعه درون‌زا (Endogenous Development)

مدلی از توسعه که بر بهره‌گیری از منابع، توانمندی‌ها و ظرفیت‌های داخلی یک منطقه یا شهر تاکید دارد و بر مشارکت محلی و خوداتکایی تأکید می‌کند.

## تاریخچه
شهرسازی (مطالعات شهری) به عنوان یک حوزه‌ نظام‌مند و آکادمیک، پدیده‌ای نسبتاً مدرن است، اما ریشه‌های آن به نخستین اشکال سازمان‌یافته زندگی شهری در تمدن‌های باستان بازمی‌گردد. از بین‌النهرین و مصر گرفته تا تمدن‌های هند، چین، یونان و ایران، شواهدی از طرح‌ریزی فضایی، زیرساخت‌های شهری، و سلسله‌مراتب عملکردی دیده می‌شود.

### دوران باستان و کلاسیک
در تمدن‌های اولیه، شهرها به عنوان مراکز قدرت سیاسی، مذهبی و اقتصادی شکل گرفتند. ساختارهای کالبدی آن‌ها—از جمله دیوارهای دفاعی، معابد، بازارها، و شبکه آبرسانی—نشانه‌هایی از آگاهی فضایی و مهندسی اولیه در طراحی شهر بودند. در ایران، شهرهایی مانند شوش، همدان و پارسه (تخت جمشید) دارای نظم فضایی مشخص و سازمان‌یافته بودند.
در دوره یونانی-رومی، مفاهیم «شهر ایده‌آل» و نظم شبکه‌ای در طراحی خیابان‌ها (مانند طرح هیپوداموس) به ظهور رسید. شهر به عنوان نماد تمدن و نظم اجتماعی تلقی می‌شد.

### دوران اسلامی و قرون وسطی
در دوران اسلامی، شهر به‌مثابه ساختاری پویا شکل می‌گیرد که متناسب با شرایط اجتماعی، اقلیمی، و اقتصادی گسترش می‌یابد. بازارها، مساجد، مدارس و محلات عملکردی، نظم فضایی شهرهای اسلامی را شکل می‌دادند. در ایران، شهرهایی مانند اصفهان، نیشابور، تبریز و شیراز از نمونه‌های شهرهای تاریخی با ساختار پیچیده اما هدفمند هستند.
در اروپا، قرون وسطی همراه با فئودالیسم، به ایجاد شهرهایی منتهی شد که بیشتر بر اساس نیازهای دفاعی و مذهبی شکل گرفته بودند. 

### دوران مدرن اولیه و انقلاب صنعتی
با آغاز قرن هفدهم و به‌ویژه در دوران روشنگری، نگرش عقل‌گرایانه به فضا و شهر مطرح شد. اما با انقلاب صنعتی (قرن ۱۸)، تحولات بنیادینی در ساختار و عملکرد شهرها رخ داد. انفجار جمعیتی، مهاجرت به مراکز صنعتی، گسترش بی‌رویه شهرها، و مسائل بهداشتی، منجر به شکل‌گیری نخستین تلاش‌های علمی برای مداخله در ساختار شهری شد.
در این دوره، مفاهیمی چون «طرح جامع»، «تفکیک عملکردی»، و مداخلات بهداشتی—مانند طرح‌های هاوسمان در پاریس—به ظهور رسید.

### مهندسی شهرسازی
مهندسی شهرسازی (Municipal or Urban Engineering) شاخه‌ای از مهندسی عمران آغاز شد که به طراحی، ساخت، نگهداری و هماهنگی زیرساخت‌های شهری مانند خیابان‌ها، آب، فاضلاب، روشنایی، حمل‌ونقل و مدیریت پسماند می‌پرداخت.

### آغاز در انگلیس قرن نوزدهم
با رشد انفجاری شهرها پس از انقلاب صنعتی، شهرهای بریتانیا مانند لندن، منچستر و لیورپول با بحران‌هایی نظیر شیوع وبا، تیفوس و آلودگی آب مواجه شدند. این مسئله، حرفه‌ای جدید با عنوان «علم بهداشت شهری» (Sanitary Science) را شکل داد که بعدها به مهندسی شهری تبدیل شد.
یکی از پیشگامان این نگرش، ادوین چادویک بود که با منتشر کردن گزارش‌هایی مانند *Report on the Sanitary Condition of the Labouring Population* (۱۸۴۲)، توجه عمومی و قانونی را به اصلاحات بهداشتی–زیربنایی جلب کرد.

### قانون‌گذاری و نهادینگی
قوانینی مانند *Burgh Police Act 1833* و *Municipal Corporations Act 1835* نخستین قواعد مدیریت خدمات شهری بودند. اما «قانون بهداشت عمومی ۱۸۷۵» (Public Health Act 1875) نقطه عطف رسمی‌سازی رشته شد؛ این قانون شهرداری‌ها را موظف به ایجاد و نگهداری زیرساخت‌ها از جمله فاضلاب، آب‌ رسانی، روشنایی و نظافت و استخدام مهندسان شهری کرد.
در واکنش به این قانون و نقش فزاینده دولت محلی، انجمنی حرفه‌ای متشکل از مهندسان و بازرسان شهری در ۱۸۷۳ تأسیس شد. این انجمن، بعدها با گسترش مسئولیت‌ها و تغییر نام‌ها، به «Institution of Municipal Engineers» تبدیل شد، که تا سال ۱۹۸۴ فعال بود و در نهایت در 
آیس ادغام شد.

### توسعه حوزه تخصصی در قرن بیستم
اوایل قرن بیستم شاهد تخصصی‌تر شدن وظایف مهندسی شهرسازی بودیم؛ حوزه‌هایی مانند مدیریت آب، محیط زیست، روشنایی، راه‌سازی، و مسکن از دل این رشته مستقل شدند. با این حال، بسیاری از مسئولیت‌های هماهنگی زیربنایی و خدمات شهری همچنان در حیطه مهندسی شهرسازی باقی ماند.
در دهه‌های پایانی قرن بیستم، با آغاز خصوصی‌سازی و تفکیک سازمانی در مدیریت شهری، نقش مهندسی شهری سنتی کاهش یافت. اما اخیراً، با بازگشت به مدل یکپارچه‌سازی (Integrated Infrastructure) و ظهور مفاهیم جدید مانند زیرساخت هوشمند و مدیریت دارایی‌های شهری، اهمیت این تخصص دوباره در حال افزایش است.

### پیوند با مطالعات شهری و شهرسازی
در نظامات شهر امروزی شهرسازی پیوند زیادی با اقتصاد و علوم انسانی دارد با آنکه از بطن فنی–زیربنایی شکل گرفته است، حضور شهرسازان با حرفه‌هایی چون طرح‌ریزی شهری، طراحی شهری و مدیریت شهری در پروژه‌های چندبخشی شهرها و زیرساختی–فضایی، نقش هماهنگ‌کننده مهندس شهرساز (Urbanist) طرح شهری ضروری است.

### قرن بیستم: نهادینه‌سازی شهرسازی
در اوایل قرن بیستم، شهرسازی از همجوشی مهندسی شهرداری، طرح‌ریزی جغرافیایی و معماری به عنوان رشته‌ای حرفه‌ای و دانشگاهی شکل گرفت. نظریه‌پردازانی چون پاتریک گدس، ابنهزر هاوارد (طرح شهر باغ)، لوکوربوزیه (طرح شهر ماشینی)، و لوئیس مامفورد، تلاش کردند الگوهای نظری و کاربردی برای اصلاح ساختار شهر ارائه دهند.
در این دوران، دانشگاه‌ها و نهادهای برنامه‌ریزی شهری تأسیس شدند، و رشته «Urban Planning» یا «Urban Studies» در اروپا و آمریکای شمالی رسمیت یافت. پس از جنگ جهانی دوم، شهرسازی به ابزاری برای بازسازی شهرها و مدیریت رشد سریع تبدیل شد.

### اواخر قرن بیستم تا امروز
از دهه ۱۹۷۰ به بعد، نقدهای پسا‌مدرن، محیط‌زیستی و اجتماعی بر شهرسازی مدرن وارد شد. مفاهیمی چون عدالت فضایی، توسعه پایدار، مشارکت اجتماعی در برنامه‌ریزی، و شهر انسان‌محور، جایگزین رویکردهای صرفاً مهندسی شدند.
در سال‌های اخیر، شهرسازی دیجیتال، داده‌محور و هوشمند (Smart Urbanism)، همچنین مفاهیم شهر مقاوم، شهر خلاق، و توسعه درون‌زا، ابعاد جدیدی به این حوزه افزوده‌اند. اکنون شهرسازی، با پیوند بین‌المللی و در مقیاس‌های کلان‌ و خرد، به یکی از حوزه‌های حیاتی در سیاست‌گذاری عمومی تبدیل شده است.

## تحصیلات تکمیلی
این رشته برای ادامه تحصیل در سطح کارشناسی ارشد دانشگاه‌های ایران شامل چهار گرایش مدیریت شهری، طراحی شهری، برنامه‌ریزی شهری و برنامه‌ریزی منطقه‌ای است و در مقطع دکتری نیز تحت عنوان شهرسازی می‌باشد.
- کارشناسی ارشد برنامه‌ریزی شهری:[۲۳] دوره ای است که طی آن دانش آموختگان این رشته بتوانند دانش لازم برای تهیه طرح‌های توسعه شهری مورد نیاز کشور را فرا گرفته و بتوانند رابط مناسبی بین برنامه‌های دیگر شهرسازی بوده و نظارت و مراقبت بر توسعه پایدار شهری بر اساس سیاستها و طرح‌های مصوب را بر عهده گیرند.

اهداف مشخص این دوره به شرح زیر است:
1. گسترش دانش و مهارت برنامه‌ریزی شهری به منظور تربیت نیروی انسانی آگاه و کار آمد که بتواند نقش اساسی در هدایت توسعه شهری کشور داشته باشد.
2. تربیت نیروی انسانی متخصص و مورد نیاز برای رفع نیازهای مربوط به برنامه‌ریزی شهری در کشور
3. تقویت زمینه‌های علمی و فنی و تخصصی شهرسازی در حیطه برنامه‌ریزی شهری

شهرسازی در عین تخصصی بودن، دارای خصلت و ویژگیهای میان رشته‌ای است و تقویت زمینه‌های مختلف آن از جمله برنامه‌ریزی شهری در ارتباط و هماهنگ و تنگاتنگ با برنامه‌ریزی منطقه ای، طراحی شهری، مدیریت شهری و برنامه‌ریزی مسکن می‌تواند زمینه‌های رشد و تعالی این رشته در کشور را فراهم کند. دانش آموختگان این رشته می‌توانند در فرایند برنامه‌ریزی و بهبود شرایط زیست مناطق شهری کشور نقش مؤثری داشته و با مشارکت در تهیه طرحهای توسعه شهری و نظارت بر اجرای این طرح‌ها عملاً در فرایند شهرسازی کشور نقش و وظیفه اجراء خود را ایفا نمایند.
دانش آموختگان این رشته می‌توانند در نهادهای مختلف شهرسازی کشور از جمله ادارات و سازمانهای تابعه وزارت مسکن و شهرسازی، وزارت کشور، بنیاد مسکن انقلاب اسلامی، شهرداریها، دفاتر فنی استانداریها و همچنین دفاتر مهندسین مشاور نقش مؤثری در تهیه و اجراء و نظارت بر اجرای طرحهای توسعه شهری کشور داشته باشند.
- کارشناسی ارشد برنامه‌ریزی منطقه ای:[۲۴] کارشناسی ارشد برنامه‌ریزی منطقه ای دوره ای است که طی آن دانش آموختگان این رشته بتوانند دانش لازم برای تهیه طرح‌های توسعه منطقه ای و ناحیه ای مورد نیاز کشور را فرا گرفته و بتوانند رابط مناسبی بین برنامه‌های دیگر شهرسازی بوده و نظارت و مراقبت بر توسعه پایدار منطقه ای و ناحیه ای بر اساس سیاستها و طرح‌های مصوب را بر عهده گیرند.

اهداف مشخص این دوره به شرح زیر است:
1. گسترش دانش و مهارت برنامه‌ریزی منطقه ای به منظور تربیت نیروی انسانی آگاه و کار آمد که بتواند نقش اساسی در هدایت توسعه منطقه ای کشور داشته باشد.
2. تربیت نیروی انسانی متخصص و مورد نیاز برای رفع نیازهای مربوط به برنامه‌ریزی منطقه ای در کشور
3. تقویت زمینه‌های علمی و فنی و تخصصی شهرسازی در حیطه برنامه‌ریزی منطقه ای

- کارشناسی ارشد مدیریت شهری:[۲۵] نگرش جامع به سیاست‌ها، برنامه‌ها و طرح‌های توسعه شهری و نیز تدوین اهداف یکپارچه اقتصادی، اجتماعی و زیست‌محیطی در رأس سیاستگزاری و مدیریت شهری قرار می‌گیرد. تحقق این اهداف، نیازمند ارزیابی نتایج و تبعات سیستم‌های شهری برای تغییرات اقتصادی، اجتماعی، فرهنگی و زیست‌محیطی بوده و محتاج تحولات اساسی در سازمان و تشکیلات برنامه‌ریزی و مدیریت شهری است. ایجاد تعادل بین مراکز شهری بزرگ و کوچک، همکاری بین بخش‌های دولتی، عمومی و خصوصی و نیز تدوین استراتژی محلی در زمره سیاست‌های نیل به مدیریت شهری، قابل تأمل هستند. شهرهای جهان از طریق تجربه و پژوهش مسیرهایی را برای رویارویی با مشکلات توسعه شهری و محیط کشف و در طی این فرایند، بینشی نیز نسبت به نحوه دستیابی به توسعه پایدار کسب کرده‌اند. بدین ترتیب رشته مدیریت شهری به دنبال تربیت متخصصانی است که بتوانند روش‌های حل معضلات امروزی شهرها را ارائه کند. دوره کارشناسی ارشد مدیریت شهری محورهای زیر را به منظور دستیابی به فضایی که بتوان به پرسش‌ها و چالش‌های فوق پاسخ داد، دنبال خواهد کرد:
  1. چگونگی بهبود محیط شهری با رویکرد مدیریت شهری
  2. روش‌های برتر تصمیم‌گیری محیط شهری
  3. روش‌های اجرای استراتژی محیطی و مدیریت شهری
  4. افزایش توان مدیریتی برای برنامه‌ریزی و مدیریت شهر
  5. روش‌های مؤثر برای به‌کارگیری منابع موجود در جهت مدیریت شهری پایدار

ضرورت و اهمیت ایجاد رشته مدیریت شهری: تجارب دهه‌های اخیر شهرسازی حاکی از آن است که شهر سنتی در محدوده فضایی و عملکردی گذشته از یک طرف قادر به تأمین نیازهای کنونی سکونتگاه‌ها و ساکنان آن نبوده و از طرف دیگر، توان بهره‌برداری از امکانات نوین را نیز ندارد. سگونتگاه‌های کنونی نیز در فضایی به مراتب گسترده‌تر و با عملکردها و نیازهای به مراتب پیچیده‌تر از گذشته عمل می‌کنند. در چنین شرایطی هدف شهرسازی نمی‌تواند صرفاً ساماندهی کالبدی – فضایی یا اجتماعی – اقتصادی تعیین شود، بلکه لازم است پا را فراتر گذاشته و هدف بنیادی مدیریت شهری را در دستور کار شهرسازی جدید قرار داد؛ بنابراین مدیریت شهری به عنوان دوره کارشناسی ارشد و گروه دانشگاهی چه از نظر مقوله و چه از نظر ارزشی و عملکردی کاملاً با اهداف و دیدگاه‌های جدید منطبق می‌باشد.
- کارشناسی ارشد طراحی شهری:[۲۶] تعاریف متعدد و متنوعی از طراحی شهری ارائه شده است که دارای وجوه مشترک زیاد و گاه نیز وجود افتراق است. وجوه مشترک مذکور در قالب مشخصات و ویژگی‌های طراحی شهری به شرح زیر قابل ذکر است:

1. تأکید بر جنبه‌های کالبدی و فضایی (سه بعدی) در ضمن توجه به جنبه‌های عملکردی شهر
2. تأکید بر عرصه عمومی
3. ارتباط با معماری، معماری منظر و برنامه‌ریزی شهری
4. کاربست در مقیاسهای مختلف ولی عمدتاً در مقیاسهای بخشی از شهر و پروژه‌های بزرگ و کوچک شده.

هدف کلی طراحی شهری را نظم دهی ظاهری (شکلی) و عملکردی به سکونتگاه‌های انسانی ذکر کرده‌اند، ولی به‌طور خاص هدف طراحی شهری کسب دانش تخصصی و مهارت حرفه‌ای است در زمینه‌های زیر:
1. نظم دهی ساختار شهر و عناصر عمده تشکیل دهندة آن.
2. ترتیب، تنسیق و اصلاح بخش‌های تاریخی به معنی قابل استفاده کردن آنها.
3. طراحی ساختاری توسعه‌های شهری در مقیاس‌های مختلف.
4. تأکید بر طراحی مبتنی بر اصول، قواعد و معیارهای شکل دهنده شهر به صورت تدریجی در طول زمان براساس آگاهی فرهنگی، اجتماعی، اقتصادی، حقوقی.
5. ارتقاء کیفیت محیط شهری.
6. توجه به چالش محلی ماندن و جهانی شدن.
7. قابل زیست کردن و حیات بخشی فضاهای شهری.
8. ایجاد مکان‌های با هویت مردمی.
9. توجه به ملاحظات پایداری در طراحی فضاهای شهری.

## ضرورت و اهمیت رشتهطراحی شهری
طراحی شهری به عنوان یک تخصص حرفه‌ای و یک رشته علمی طی دو دهه اخیر تقریباً در همه جا از اهمیت زیادی برخوردار بوده است. این امر از یک طرف به دلیل حاد شدن مسائل گوناگون شهرها و تنزل کیفیت آنها و از طرف دیگر تلاش طراحان شهری برای فعال‌تر و غنی‌تر کردن دانش آن به منظور پاسخگویی مؤثرتر به نیازهای روزافزون جوامع کنونی در ارتباط با محیط‌های انسان ساخت می‌باشد. در کشور ما علی‌رغم نیاز شدیدی که در شرایط کنونی به خدمات این حرفه در مقیاس‌ها، زمینه‌ها و برای اهداف گوناگون احساس می‌شود، متأسفانه حرفه طراحی شهری نتوانسته است جایگاه، موقعیت و هویت مناسب خود را بیابد. که نتیجه مشخص آن عدم موفقیت پروژه‌های مختلفی است که تحت عنوان طراحی شهری طی حدود چهل سال گذشته در کشور به اجرا درآمده است. بدون شک بخش مهمی از این عدم موفقیت مرهون برنامه آموزشی طراحی شهری است. به این معنی که آموزش طراحی شهری نتوانسته با ارائه برنامه‌ای مناسب، طراحان شهری حرفه‌ای متخصص، با شایستگی لازم، تربیت نماید.

## نقش و توانائی دانش آموختگانطراحی شهری
مسائل و مشکلات روزافزون و متعدد سکونتگاه‌های کنونی از یک طرف و نارضایتی از عملکرد شهرسازی دهه‌های گذشته در بهبود و ارتقاء کیفیت زندگی در سکونتگاه‌ها موجب رشد و رونق حرفه و رشته طراحی شهری در همه کشورهای جهان گردیده است. امروزه نیاز به تخصص طراح شهر، چه در بخش دولتی و چه خصوصی در همه جا کاملاً احساس می‌شود. برنامه آموزشی طراحی شهری به گونه ای تدوین شده است که دانش‌آموخته این رشته بتواند در شرائط و زمینه‌های مختلف و متنوعی، در کنار برنامه ریزان شهری، معماران، معماران منظر و سایر حرفه‌های مرتبط فعالیت کند. بازسازی و بهسازی بافتهای فرسوده، طراحی مجموعه‌های مسکونی، محلات و شهرها، شهرهای جدید، روستاها، طراحی برای توسعه گردشگری، طراحی پیاده راهها، طراحی شهری پایدار، طراحی سکونتگاه‌ها در مناطق زلزله خیز، ارائه راه حلهای طراحی برای سکونتگاه‌های واقع در حاشیه شهرها و زیباسازی شهری از جمله فعالیت هائی است که فارغ‌التحصیل کارشناسی ارشد طراحی شهری می‌تواند در آنها اشتغال پیدا کند.
- دکتری شهرسازی:[۲۷] به منظور تعیین هدف و رسالت خاص دوره آموزشی دکترای شهرسازی لازم است در ابتدا نگاه مختصری به فلسفه وجودی شهرسازی و ماهیت آن به‌طور کلی داشته باشیم. از ابتدای قرن گذشته، شکل‌گیری حرفه و رشته شهرسازی همواره با بحث‌ها و چالش‌های زیادی همراه بوده است. یکی از اصلی‌ترین این بحث‌ها مربوط به ماهیت مناسب آموزش در مقاطع سه‌گانه آن بوده است؛ بنابراین برای تعیین شکل مطلوب آموزش شهرسازی در مقطع دکترا لازم است قبل ازهر چیز نقش حرفه ای شهرساز از یک طرف و نقش آکادمیک آن از طرف دیگر روشن شود. بدون شک ماهیت این دو نقش تعیین‌کننده نیازی است جامعه حرفه ای و آکادمیک دارا بوده و برنامه آموزشی دوره دکترای شهرسازی باید به آنها به صورت رضایت بخشی پاسخ دهد.

## الف. فلسفه وجودی شهرسازی
علیرغم برخی از ابهاماتی که تقریباً در همه جای دنیا در مورد ماهیت و محتوای شهرسازی وجود دارد و قطعاً کشور ما نیز در این زمینه مستثنی نیست، به‌واسطه نقشی که شهرسازی در ایجاد بستر مناسب برای زندگی شهروندان دارد، روز به روز بر اهمیت و اعتبار آن به عنوان یک رشته و حرفه فعال و مؤثر افزوده می‌شود. هر چند نمی‌توان با قاطعیت گفت که چنین بستری مستقیماً و براساس یک رابطه جبری بر خصوصیات اجتماعی، فرهنگی، رفتاری و… تأثیر می‌گذارد، لیکن به هر ترتیب می‌تواند نقش موثروتعیین کننده ای در هدایت و شکل‌گیری جامعه ای مطلوب داشته باشد. شکل‌دادن و نظم بخشیدن به جنین بستری به گونه ای که اهداف و ارزشهای مورد نظر را تحقق بخشد دلیل اصلی به‌وجود آمدن رشته شهرسازی است.

## ب. ماهیت شهرسازی علم، هنر و علوم انسانی
رشد شهر گرایی و شهرنشینی در طی سده اخیر در سرتاسر جهان و بروز مسائل و مشکلات گوناگون شهری منجر به ایجاد دوره‌های عالی آموزشی و پژوهشی شهرسازی در دانشگاه‌های جهان گردید است. توسعه بی‌سابقه شهرها و شهرنشینی، پیشرفت‌های فناوری و خصوصاً فناوری‌های ارتباطات و اطلاعات، تحولات مربوط به وسائل حمل ونقل و تغییرات کمی و کیفی کاربری اراضی، و همین‌طور تغییرات کمی و کیفی جمعیت شهری و خواست‌های متنوع و متعدد آنها، و بالاخره تغییر عمده و اساسی در مکانیزمهای تصمیم‌گیری در جوامع شهری، پیچیدگی‌های روزافزون موضوعات شهرسازی را موجب شده است. این امر بار دیگر و این بار بسیار روشن‌تر و قاطع تر از گذشته بر ماهیت بین رشته‌ای یا میان رشته‌ای بودن شهر سازی (interdisciplinary) تأکید می‌ورزد. به گونه ای که محتوا، و به تبع آن رویه‌های شهرسازی را نه صرفاً به عنوان زمینه ای علمی یا هنری، بلکه زمینه ای علمی، هنری و انسانی معرفی می‌کند که از ویژگی‌ها و در عین حال پیچیدگی‌های زمینه‌های مرتبط برخوردار بوده و بنابراین استفاده از نظریه‌ها، روش‌ها و فنون مربوط به کلیه زمینه‌های تشکیل دهنده آن اجتناب ناپذیر است. این امر شهرسازی را به رشته و حرفه ای کاملاً خاص و تقریباً بی نظیر تبدیل می‌کند.

## ج. جهانی، ملی و محلی
ویژگی‌های پیش گفته شده همراه با تغییر و تحولات گوناگون دهه‌های اخیر (فرایند جهانی شدن) به این مفهوم است که ایده دهکده جهانی، خواه نا خواه، در حال تحقق پذیرفتن است؛ بنابراین ماهیت شهرسازی، تحولات جهانی و نظام ارزشی خودی ایجاب می‌کند که در آموزش شهرسازی در کلیه مقاطع، به‌ویژه در مقطع دکترا، هر سه سطح پیش کفته مورد توجه قرار گیرد. بدون تردید دانش‌آموخته شهرسازی قادر نخواهد بود بدون آگاهی از تحولات جهانی، خصوصاً تجارب و دست‌آوردهای سایر جوامع در زمینه حل مسائل مربوط، فعالیت‌های آموزشی، پژوهشی و حرفه ای خود را به نحو مطلوب به انجام برساند. بدیهی است این امر نباید به این مفهوم تلقی شود که شهرساز مسائل را از خارج وارد کرده و راه حل‌های مربوط را نیز الزاماً همراه آن از خارج وارد کند و بنابراین راه حل‌هایی ارائه گردد که هیچ‌گونه ارتباط و سنخیتی با شرائط داخلی و محلی جامعه ما ندارد.

## تاريخچه جهاني گراميداشت روز شهرسازى
روز هشتم نوامبر در سال 1949 توسط پرفسور کارلوس ماريا دلاپائولرا ، استاد فقيد دانشگاه بوينوس آيرس آرژانتين همزمان با افتتاح انستيتو مطالعات مسائل شهرسازي دانشگاه، تحت عنوان روز جهاني شهرسازي (World Town Planning Day) ثبت گرديد.
وي هدف اصلي خود را از نام گذاري چنين روزي پيشبرد و بالابردن علاقه به مباحث شهرسازي در ميان عامه مردم و متخصصان در مقياس هاي محلي، ملي و بين المللي عنوان نمود. معمار، شهرساز، نویسنده و طراح ایرانی است. او بنیان‌گذار کانون طرح شهر، از اعضای هیأت تحریریه مجله هنر نما معمار<ref>
در طی سال‌هایی که از برگزاري اولين مراسم بزرگداشت اين روز مي گذرد، تعداد کشورهاي برگزار کننده مراسم در اين روز در جهان به بيش از 30 کشور رسيده است. اين مراسم به طور جداگانه اي درکشورهاي مختلف برگزار مي گردد اما برخي نهادهاي بين المللي حامي اين جريان هستند که مهمترين آنها ISOCARP يا جامعه بين المللي برنامه ريزان شهري و منطقه اي مي باشد که محل دفتر مرکزي آن در شهر لاهه هلند مي باشد.

## د. تقسیم کار در مقاطع سه‌گانه
گرچه از نظر آکادمیک دوره‌های کارشناسی، کارشناسی ارشد و دکترا تقریباً در همه دانشگاه‌های معتبر جهان از یکدیگر تفکیک شده و برای هریک هدف و رسالت خاصی در نظر گرفته شده است، لیکن واقعیت این است که این مقاطع سه‌گانه به شدت به یکدیگر وابسته بوده و تحقق اهداف موردنظر در مقطع بالاتر متکی و منوط به تحقق اهداف مربوط در مقطع پایین تراست. این امر به خصوص در مورد رابطه بین دوره کارشناسی ارشد و دکترای شهرسازی موکداً مصداق دارد. با توجه به اینکه هدف دوره کارشناسی ارشد تربیت افراد حرفه ای، و هدف دوره دکترا به عنوان بالاترین سطح آموزشی رشته، تربیت افراد متخصصی است که به تولید دانش و گسترش مرزهای آن پرداخته و از طریق پژوهش و انتقال دانش به حرفه به بهبود و ارتقای کیفیت محیط بپردازند، لذا توجه به رابطه بین حرفه و رشته شهرسازی امری ضروری و اجتناب ناپذیر است. نکته مهم دیگری که در ارتباط با سه مقطع یادشده در شهرسازی باید متذکر شد این است که دوره آموزشی کارشناسی، عمومی، یکپارچه و بدون تفکیک به زیر مجموعه‌های تخصصی است ولی در مقطع کارشناسی ارشد، شهرسازی به زیر مجموعه‌هایی همچون برنامه‌ریزی شهری، طراحی شهری، برنامه‌ریزی منطقه ای و… تقسیم می‌شود. لیکن در مقطع دکترا بار دیگر چنین تفکیکی صورت نگرفته و عنوان دوره در چارچوب عام آن به نام «شهرسازی» خوانده می‌شود. زمینه تخصصی مورد علاقه دانشجو در رساله دنبال خواهد شد. این امر اهمیت بخش پژوهشی دوره دکترا را به خوبی نشان می‌دهد.

## اصطلاحات و ابعاد شهرسازی و برنامه‌ریزی شهری
- زیبایی
- ایمنی
- زاغه‌نشینی
- انحطاط
- فرسودگی
- بازسازی و بازنوسازی شهری
- حمل و نقل
- شهرکهای اقماری
- توسعه پایدار
- ابعاد زیست‌محیطی
- نور و صدا
- پایداری اجتماعی
- پایداری اقتصادی
- حریم شهر
- محدوده شهر
- طرح تفصیلی
- طرح جامع
- زیرمحله
- نمای شهر
- منظر شهری
- محورهای شهری
- کاربری
- مشاع
- پیلوت
- محوطه‌سازی شهری
- کیفیات محیطی
- پاسخدهندگی فضای شهری
- سرزندگی
- پیاده مداری
- اجتماع پذیری
- فضا

## شورای عالی شهرسازی

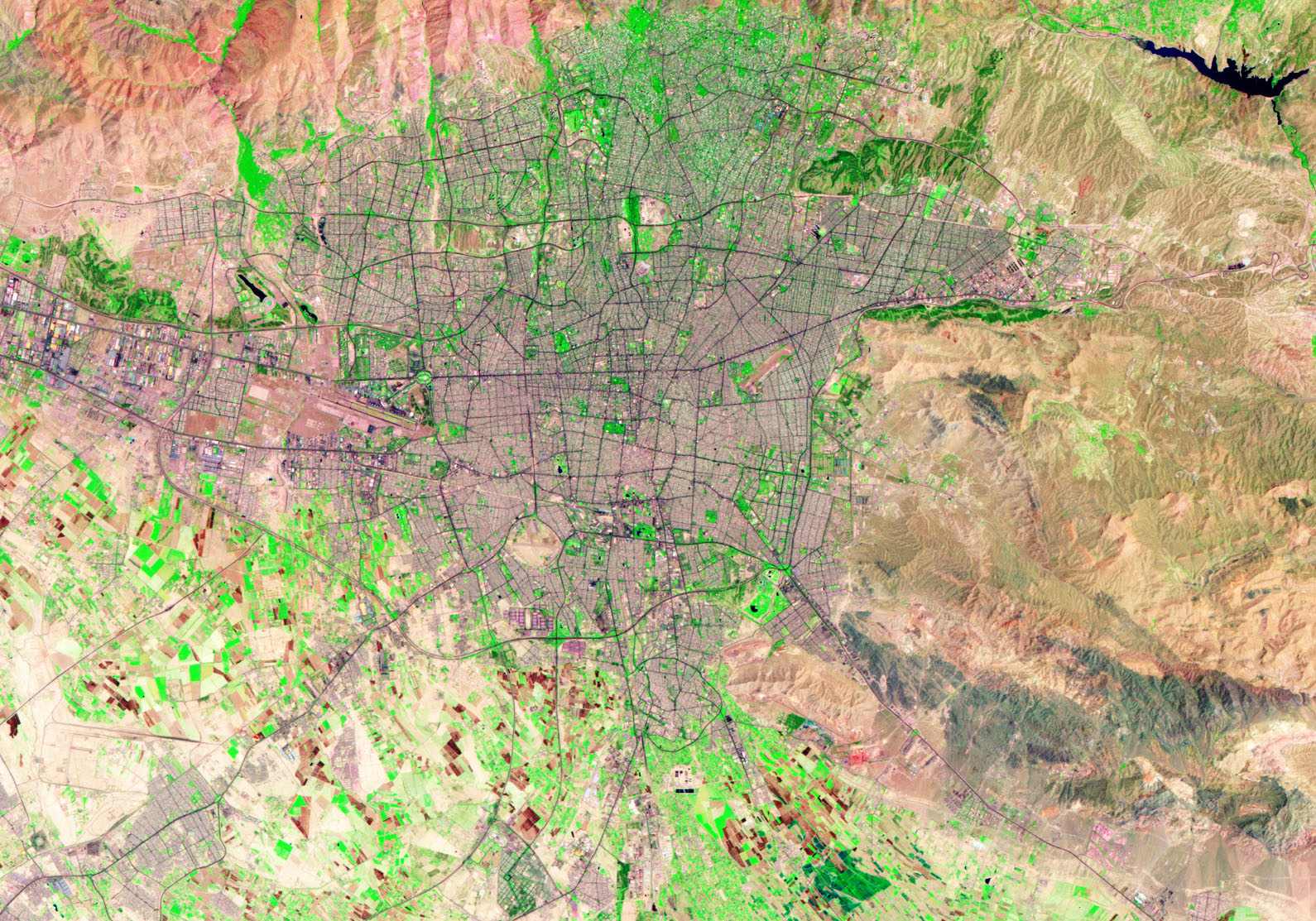
تصویر ماهواره‌ای تهران

شورای عالی شهرسازی و معماری ایران شورایی است که در وزارت آبادانی و مسکن تشکیل شد و از سال ۱۳۴۳ به ریاست عالیه فرح پهلوی آغاز به کار نمود. این شورا تعیین اولویت طرح‌ها، بررسی و تصویب آیین‌نامه‌های شهرسازی، و تعیین و تصویب معیارهای ساختمانی و بررسی قوانین شهرسازی را بر عهده دارد. هدف‌های اساسی شورای عالی شهرسازی برگزیدن سیاست همگانی شهرسازی و هماهنگ‌کردن برنامه‌های شهرسازی با برنامه‌های عمرانی؛ بررسی و تصمیم‌گیری دربارهٔ جلوگیری از گسترش بی‌رویه شهرها تا زمانی که طرح جامع برای آن‌ها تهیه نشده است و تهیه نقشه جامع برای شهرهای کشور و اجرای طرح‌های نام برده برای آن شهرها.

## نرم‌افزارهای شهرسازی
با توجه به پیشرفت تکنولوژی و استفاده‌های روزافزون از سیستم‌های کامپیوتری، شهرسازی نیز دستخوش این کاربردها بود و امروزه سیستم‌های بسیاری در راستای ایجاد بستری امن و سریع برای دسترسی به پرونده‌های شهرسازی در شهرداری‌ها طراحی شده است.
از جمله پرکاربردترین نرم‌افزارهای مورد استفاده در این رشته، جی آی اس، اتوکد، اس پی اس اس، اکسپرت چویس، سیتی انجاین نرم‌افزارهای سه بعدی مثل اسکچ آپ و … می‌باشند.

## نگارخانه

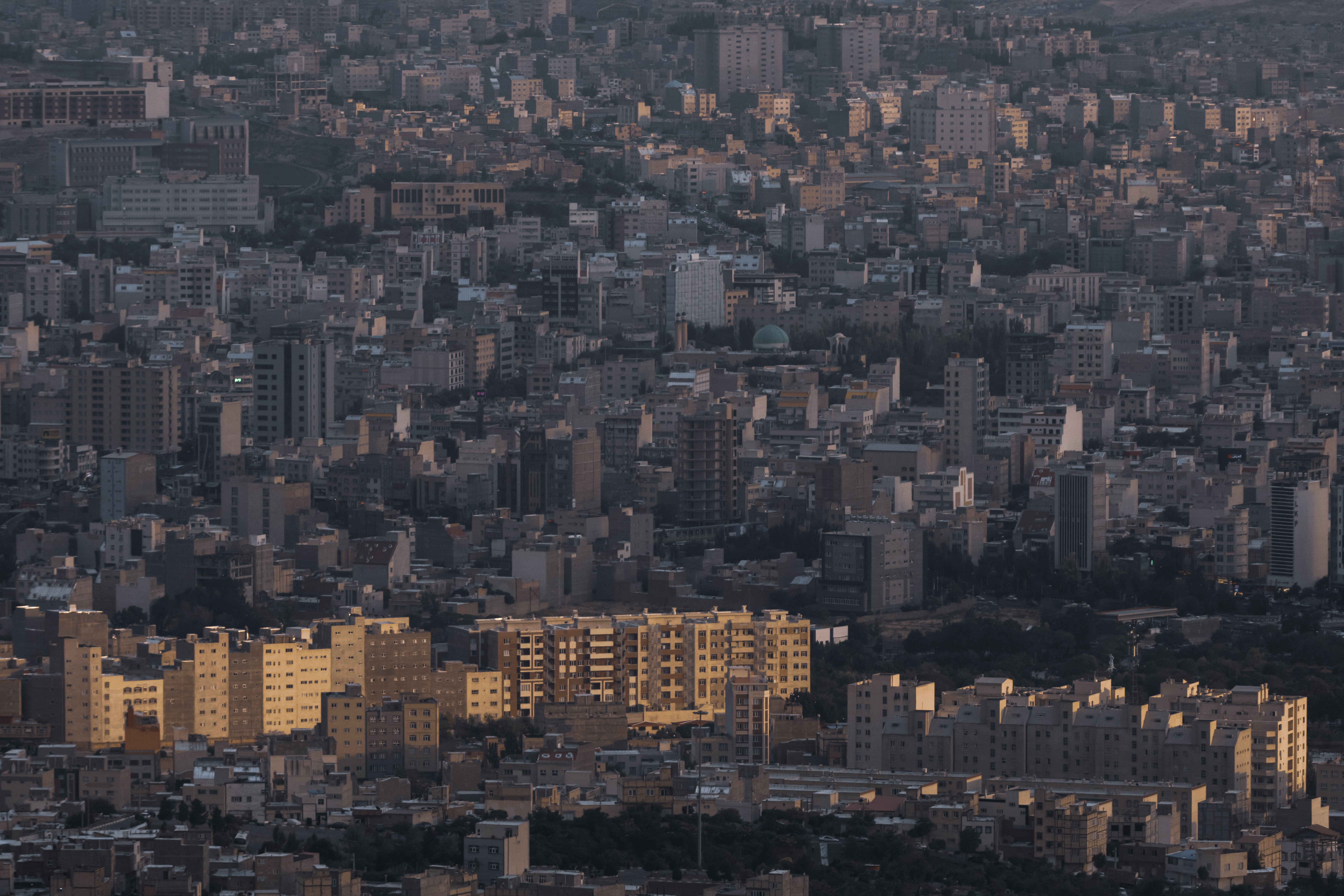
نمایی از کلانشهر تبریز در ایران
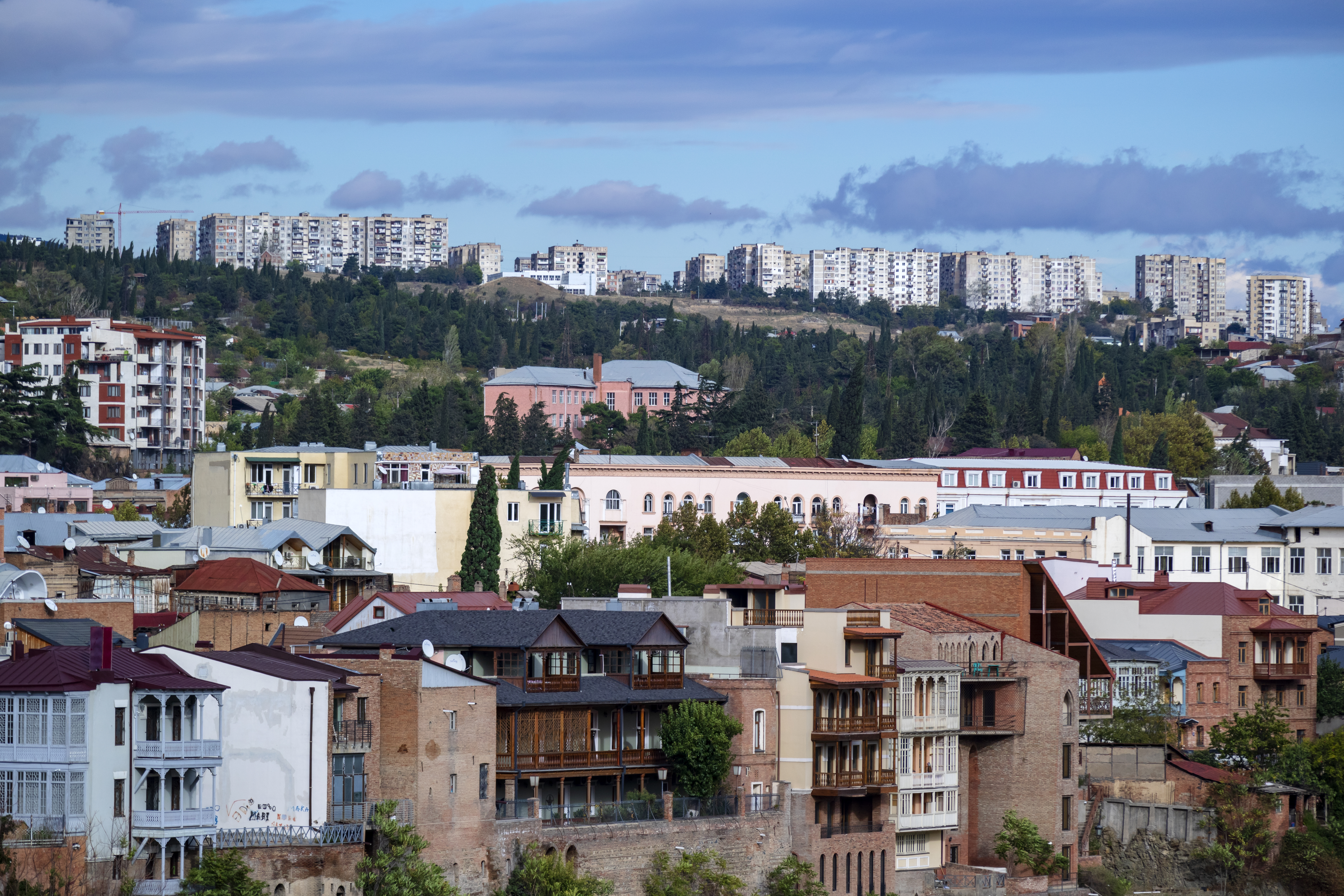
نمایی از کلانشهر تفلیس پایتخت گرجستان
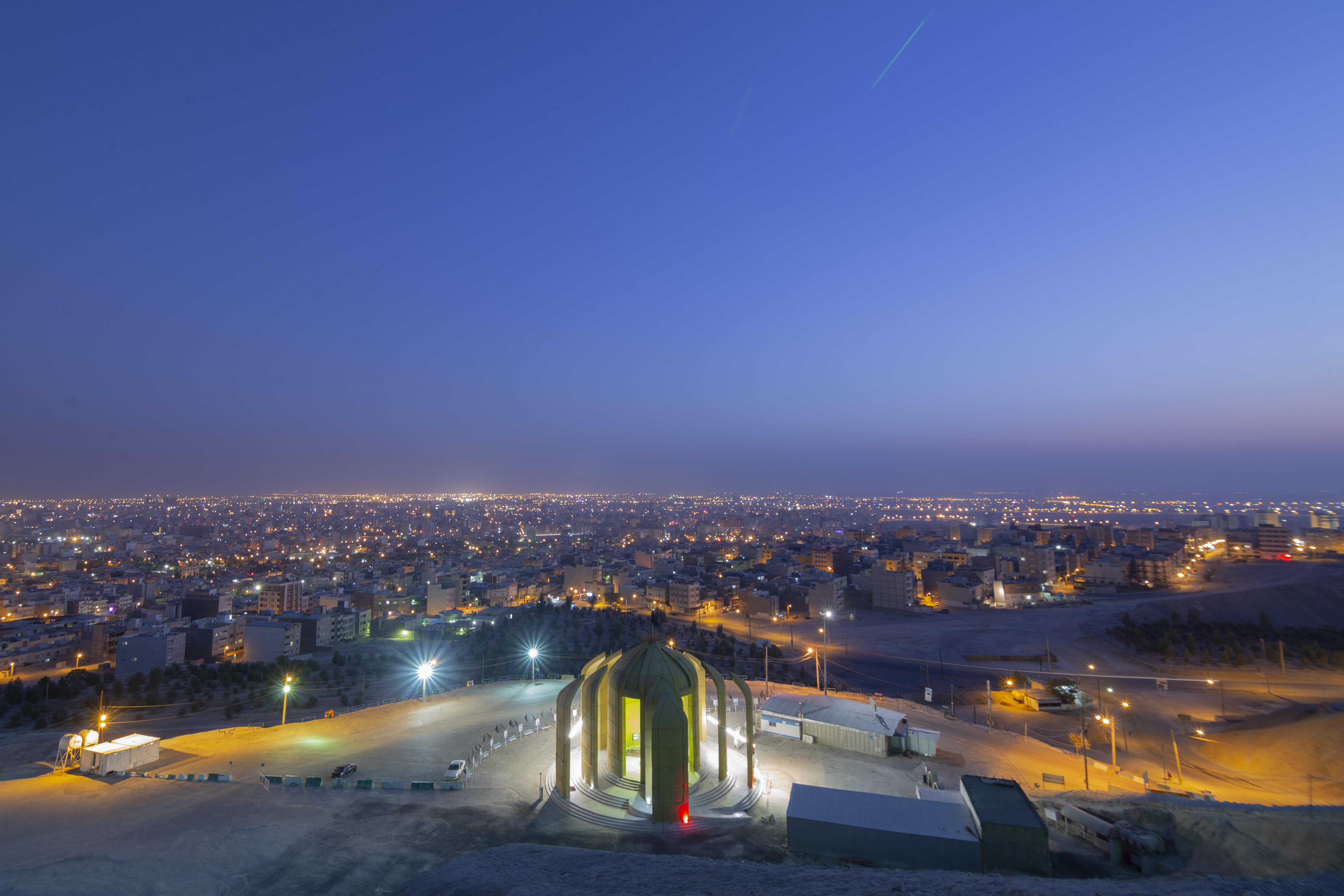
نمایی از قم، هشتمین کلانشهر ایران
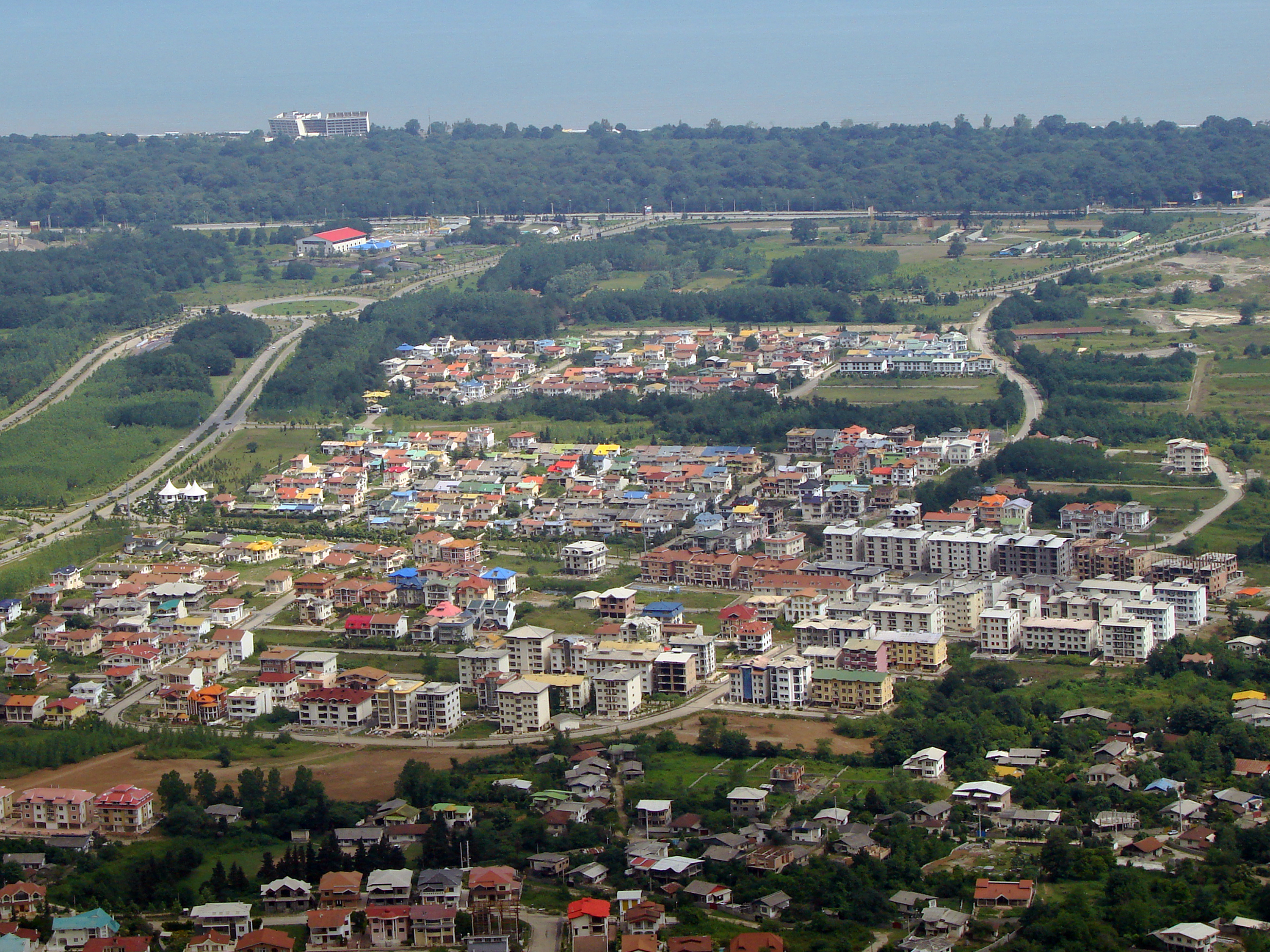
نمایی از شهرسازی مدرن شهرک توریستی تفریحی نمک آبرود در استان مازندران، حاشیه شهر چالوس
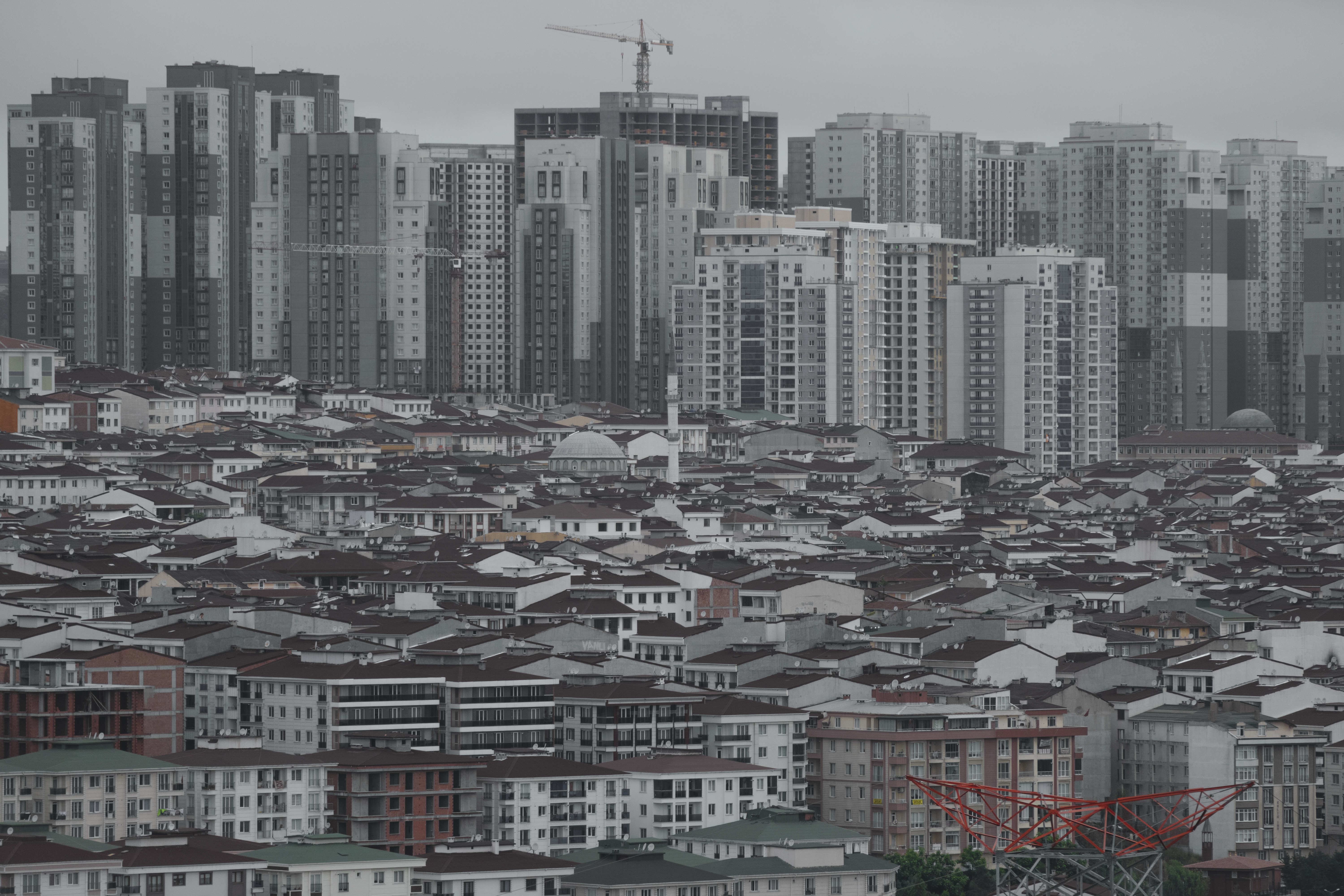
طراحی ساختمان‌های مسکونی جدید شهر استانبول ترکیه